# Eleazar (rebesavi de Jesús)
|  | Per a altres significats sobre Eleazar, Summe Sacerdot d'Israel, vegeu «Eleazar màrtir». |

Eleazar, en la genealogia de Jesús apareguda a l'Evangeli segons Mateu, va ser el rebesavi de Jesús de Natzaret. D'acord amb el text, era descendent d'Abraham i del rei David, concretament era fill d'Eliüd i pare de Matan; el seu net Jacob hauria estat el pare de Josep, marit de Maria, mare de Jesús. Segons Valdez, el nom d'Eleazar recordava el fill d'Aaron i antecessor del sacerdot Sadoc, que apareix als Llibres de Cròniques; en tot cas, el conjunt de noms podrien haver estat extrets de les llistes d'aquests llibres pel redactor de l'evangeli.
Per la seva banda, l'Evangeli segons Lluc, la llista de noms és diferent i en el lloc d'Eleazar hi situa Leví, fill de Melquí.

## Arbre genealògic
|  |  | Eleazar |       |       |       |       |       |       |  |  |  |  |  |  |  |       |       |       |       |       |       |  |  |  |  |  |  |
|  |  |         |       |       |       |       |       |       |  |  |  |  |  |  |  |       |       |       |       |       |       |  |  |  |  |  |  |
|  |  | Matan   |       |       |       |       |       |       |  |  |  |  |  |  |  |       |       |       |       |       |       |  |  |  |  |  |  |
|  |  |         |       |       |       |       |       |       |  |  |  |  |  |  |  |       |       |       |       |       |       |  |  |  |  |  |  |
|  |  | Jacob   |       |       |       |       |       |       |  |  |  |  |  |  |  |       |       |       |       |       |       |  |  |  |  |  |  |
|  |  |         |       |       |       |       |       |       |  |  |  |  |  |  |  |       |       |       |       |       |       |  |  |  |  |  |  |
|  |  | Josep   | Josep | Josep | Josep | Josep | Josep |       |  |  |  |  |  |  |  | Maria | Maria | Maria | Maria | Maria | Maria |  |  |  |  |  |  |
|  |  | Josep   | Josep | Josep | Josep | Josep | Josep |       |  |  |  |  |  |  |  | Maria | Maria | Maria | Maria | Maria | Maria |  |  |  |  |  |  |
|  |  |         |       |       |       |       |       |       |  |  |  |  |  |  |  |       |       |       |       |       |       |  |  |  |  |  |  |
|  |  |         |       |       |       |       |       | Jesús |  |  |  |  |  |  |  |       |       |       |       |       |       |  |  |  |  |  |  |